# Emil Audero
Emil Audero Mulyadi (ur. 18 stycznia 1997 w Mataram) – włoski piłkarz indonezyjskiego pochodzenia występujący na pozycji bramkarza we włoskim klubie Inter Mediolan, do którego jest wypożyczony z UC Sampdorii.

## Statystyki kariery
(aktualne na dzień 26 stycznia 2019)
| Klub               | Sezon              | Liga               | Liga  | Liga   | Puchar Włoch | Puchar Włoch | Europa | Europa | Suma  | Suma   |
| Klub               | Sezon              | Liga               | Mecze | Bramki | Mecze        | Bramki       | Mecze  | Bramki | Mecze | Bramki |
| ------------------ | ------------------ | ------------------ | ----- | ------ | ------------ | ------------ | ------ | ------ | ----- | ------ |
| Juventus F.C.      | 2014/15            | Serie A            | 0     | 0      | 0            | 0            | 0      | 0      | 0     | 0      |
| Juventus F.C.      | 2015/16            | Serie A            | 0     | 0      | 0            | 0            | 0      | 0      | 0     | 0      |
| Juventus F.C.      | 2016/17            | Serie A            | 1     | 0      | 0            | 0            | 0      | 0      | 1     | 0      |
| Venezia FC         | 2017/18            | Serie B            | 38    | 0      | 1            | 0            | –      | –      | 39    | 0      |
| UC Sampdoria       | 2018/19            | Serie A            | 21    | 0      | 1            | 0            | –      | –      | 22    | 0      |
| Ogólnie w karierze | Ogólnie w karierze | Ogólnie w karierze | 60    | 0      | 2            | 0            | 0      | 0      | 62    | 0      |

## Wyróżnienia

### Juventus
- Serie A: 2016–17
- Puchar Włoch w piłce nożnej: 2016–17